# Grøn Energi (tænketank)
Grøn Energi er en dansk tænketank, der arbejder med at skabe viden om bæredygtige energisystemer. Grøn Energi er et samarbejde mellem Dansk Fjernvarme, danske eksportvirksomheder, rådgivere, interesseorganisationer og universiteter. 
Grøn Energi blev etableret i 2012 og har Anders Eldrup som bestyrelsesformand.
Tænketanken holder til i Fjernvarmens Hus i Kolding.      